# 格拉布费尔德 (市镇)
格拉布费尔德（德語：Grabfeld，發音：[ˈɡʁaːpˌfɛlt]）是德国图林根州施马尔卡尔登-迈宁根县的市镇，面积121.08平方千米，2023年12月31日人口为5,513人。该市镇于2007年12月1日由同名管理共同体（其得名于同名地区）的成员市镇贝龙根、贝尔卡赫、比布拉、埃克斯多夫、于克森、诺德海姆、奎恩费尔德、伦特韦茨豪森、施维克斯豪森和沃尔夫曼斯豪森合并而成。2012年1月1日，市镇鲍尔巴赫并入格拉布费尔德。2019年1月1日，市镇沃尔弗斯豪森并入格拉布费尔德。